# Список серій аніме «Ерго Проксі»
В цій статті наведено список серій аніме-серіалу «Ерго Проксі». В Японії серіал виходив в мережі WOWOW з 25 лютого по 12 серпня 2006. Пізніше компанія Geneon Entertainment випустила аніме в 9 DVD-томах, що виходили з 25 травня 2006 по 25 січня.

## Список серій
| № серії | Назва серії                                                                                              | Режисер(и)      | Сценарист(и)              | Оригінальна дата виходу |
| --- | --- | --------------- | ------------------------- | ----------------------- |
| 1 | «Пробудження» «Awakening (яп. はじまりの鼓動)»                                                           | Кей Цунемацу    | Дай Сато                  | 25 лютого 2006          |
| Ріл Меєр призначають провести розслідування серії таємничих нападів, скоєних АвтоРейвами, зараженими вірусом «коґіто». Під час розслідування Ріл стикається з гуманоїдним монстром. Повернувшись додому, Ріл приймає душ. В цей час до неї додому вторгаються два монстри, між якими спалахує запекла бійка. | |                 |                           |                         |
| 2 | «Визнання» «Confession (яп. 良き市民の告白)»                                                             | Акіра Тоба      | Дай Сато Юсуке Асаяма     | 4 березня 2006          |
| Ріл намагається переконати керівництво міста і своїх колег у реальності її зіткнення з монстрами. Вона дізнається назву цих монстрів — «Проксі». Її усувають від розслідування. Ріл також розуміє, що з пам'яті Іґґі, її особистого АвтоРейва, були видалені спогади про зустріч з Проксі. В цей час один із Проксі переслідує Вінсента Ло, вбиваючи при цьому десятки людей, у тому числі дружину і новонародженого сина Рауля Кріда. Міська влада оголошує Вінсента у розшук. | |                 |                           |                         |
| 3 | «Місто-лабіринт» «Mazecity (яп. 無への跳躍)»                                                             | Тацуя Іґараші   | Дай Сато Юсуке Асаяма     | 11 березня 2006         |
| Намагаючись втекти від переслідування, Вінсент зустрічає Піно, малу дівчинку-АвтоРейва, заражену вірусом «коґіто». Вона показує Вінсенту шлях, яким можна вийти з Ромдо до зовнішнього світу. Ріл Меєр намагається знайти Вінсента, щоб з'ясувати, яким чином він пов'язаний з Проксі. | |                 |                           |                         |
| 4 | «Футу-ризик» «Futu-risk (яп. 未来詠み、未来黄泉)»                                                        | Окі Гашімото    | Дай Сато                  | 18 березня 2006         |
| Вінсент і Піно тікають з міста і потрапляють до невеликої спільности людей, які живуть під стінами купола Ромдо. Вони виживають за рахунок сміття, яке викидають жителі міста. Тим часом Рауль Крід планує операцію для захоплення Вінсента. | |                 |                           |                         |
| 5 | «Сутінки» «TWILIGHT (яп. 召還)»                                                                          | Сайо Ямамото    | Сеіко Такаґі              | 1 квітня 2006           |
| Худі, очільник спільноти, бреше іншим сміттярям про те, що веде переговори з владою Ромдо стосовно їх повернення у місто. Він видає музичний програвач за радіостанцію. Ріл у скафандрі життєзабезпечення виходить назовні, щоб повернути Вінсента назад до Ромдо. В цей час Рауль запускає рій патрульних дронів, які атакують сміттярів. Дрони вбивають декількох людей, травмують Вінсента і пошкоджують скафандр Ріл. | |                 |                           |                         |
| 6 | «Прибуття в купол» «Domecoming (яп. 帰還)»                                                               | Кей Цунемацу    | Юко Кавабе                | 8 квітня 2006           |
| Під впливом зовнішньої атмосфери Ріл сильно занедужує. Худі використовує літальний апарат Ріл, щоб повернути її до Ромдо. Коли Рауль Крід бачить, що Ріл повернулась не з Вінсентом, а з невідомим чоловіком, він наказує негайно його вбити. Решта мешканців спільноти разом з Вінсентом та Піно тікають з-під міста на кораблі, який вони називають «Кроликом». | |                 |                           |                         |
| 7 | «Ріл 124c41+» «re-l124c41+ (яп. リル124C41+)»                                                            | Акіра Тоба      | Дай Сато                  | 15 квітня 2006          |
| Ріл одужує після своєї хвороби. Блукаючи містом, вона натрапляє на приміщення з штучними утробами, де народжуються мешканці Ромдо. Тим часом Вінсент на Кролику прямує до свого рідного міста Моск. Дедал показує Ріл Проксі Монаду, яку мешканці Ромдо вкрали з міста Моск. Він пояснює, що Проксі — це життєва сила міста, яка складається з невмирущих «клітин Амріта». Тільки завдяки Проксі люди здатні виживати у постапокаліптичному світі. Раптом на Дедала, Ріл та Іґґі нападають АвтоРейви, заражені вірусом «коґіто». Всі супутники Вінсента та Піно помирають, і вони продовжують свою подорож удвох. | |                 |                           |                         |
| 8 | «Сяючий знак» «Shining Sign (яп. 光線)»                                                                  | Дайкі Нішімура  | Дай Сато Юсуке Асаяма     | 22 квітня 2006          |
| Вінсент і Піно потрапляють до запеклої битви між людьми і АвтоРейвами. Командир людей пояснює Вінсенту, що вони — останні живі мешканці міста Харос, і що вони захищають штучну утробу міста від нападів АвтоРейвів. Після того, як за загадкових обставин помирають двоє солдатів, Вінсента і Піно закривають до в'язниці разом з божевільною жінкою, яка верзе маячню про місячне світло і «пробудження». АвтоРейви перемагають у битві, а останніх солдатів добиває Проксі жіночої статі. Вінсент несподівано перетворюється на Проксі і вбиває її. Після того, як битва завершується, невідомий чоловік з довгим світлим волоссям оглядає тіло вбитої Проксі. | |                 |                           |                         |
| 9 | «Доля ангелів» «Angel's Share (яп. 輝きの破片)»                                                          | Акі Йошімура    | Юко Кавабе                | 29 квітня 2006          |
| Вінсент прокидається у невідомому приміщенні під наглядом Казкіса Гауера, чоловіка з довгим світлим волоссям. Він наглядає за містом Асура. Піно знаходить армію АвтоРейвів, що знищили всіх людей в Харосі. Казкіс розповідає, що він — Проксі Сонячного Сяйва, а Проксі, яку вбив Вінсент, була його коханою Сенекс, Проксі Місячного Світла, що наглядала за містом Харос. Казкіс розлючений тим, що Вінсент не пам'ятає свого минулого. Він розповідає, що насправді Вінсент — це Ерго Проксі, Проксі Смерті. Вінсент вбиває Казкіса і продовжує свою подорож до Моска. | |                 |                           |                         |
| 10 | «Цитотропізм» «Cytotropism (яп. 存在)»                                                                   | Міцухіро Йонеда | Сеіко Такаґі              | 13 травня 2006          |
| Рауль стурбований майбутнім Ромдо. Він відновлює привілеї Дедала і наказує йому продовжити дослідження Проксі Монади. Стає відомо, що напад на Ріл організувала міська влада. В цей час Ріл разом з Іґґі досліджують дивний застарілий купол, населений примітивними АвтоРейвами. | |                 |                           |                         |
| 11 | «Спогади» «Anamnesis (яп. 白い闇の中)»                                                                   | Кей Цунемацу    | Дай Сато                  | 20 травня 2006          |
| Вінсент знаходить таємничий книжковий магазин, яким завідує дивний старець. У низці сюжетів, схожих на сновидіння, Вінсент згадує уривки свого минулого та історію того, що сталося на Землі. Ріл разом з Іґґі наздоганяють Кролика і приєднуються до Вінсента та Піно. | |                 |                           |                         |
| 12 | «Притулок» «Hideout (яп. 君微笑めば)»                                                                    | Акіра Тоба      | Юко Кавабе                | 27 травня 2006          |
| Вінсент розповідє Ріл, що він Проксі, але вона не вірить йому. Він також зізнається Ріл у коханні. На подорожуючих нападає бродячий Проксі разом із своїм помічником-АвтоРейвом. Ріл вбиває його зі зброї, кулі якої випромінюють ультрафіолетові промені, смертельні для Проксі. Через те, що Іґґі почав поводитися дивно, Ріл наказує йому повернутись до Ромдо. | |                 |                           |                         |
| 13 | «Невірний шлях додому» «Wrong Way Home (яп. 構想の死角)»                                                 | Тацуя Іґараші   | Юко Кавабе                | 3 червня 2006           |
| Безпритульний АвтоРейв забирає тіло мертвого Проксі у збентеженого Іґґі та тягне його до кімнати зі штучною утробою. Іґґі, заражений вірусом «коґіто», викрадає Ріл і планує вбити Вінсента. Безпритульний АвтоРейв нападає на Ріл, але в останню мить Іґґі рятує її ціною власного життя. | |                 |                           |                         |
| 14 | «Офелія» «Ophelia (яп. 貴方に似た誰か)»                                                                  | Масакі Кітамура | Нарукі Наґакава           | 10 червня 2006          |
| Вінсент, Ріл і Піно прибувають до покинутого міста-купола і розділяються. У місті з'являються двійники Ріл і Вінсент, які ведуть з ними філософські дискусії та намагаються втопити їх у озері. Врешті-решт Ріл знаходить справжнього Вінсента і тікає з міста. Вона припускає, що Проксі, який наглядає за цим містом, намагався таким чином спілкуватися з ними. | |                 |                           |                         |
| 15 | «Хто хоче побувати на Jeopardy!» «Who Wants to be in Jeopardy! (яп. 生 悪夢のクイズSHOW 30分DE100万円!)» | Сайо Ямамото    | Дай Сато Дзюніті Мацумото | 17 червня 2006          |
| Вінсент опиняється на сцені телевізійного шоу. Ведучий задає Вінсенту запитання, на які той має відповідати. Спочатку вони банальні, але згодою завдяки запитанням Вінсент дізнається про те, що сталося з людством і Землею: коли через людську діяльність планета стала непридатною для життя, люди покинули Сонячну систему на міжзоряному кораблі «Зоря-Бумеранг». Вони залишили на Землі могутнього Проксі, здатного будувати міста і підтримувати життя штучно створених людей, але запрограмованого на самознищення у випадку, якщо міжзоряний корабель з людьми повернуться назад на Землю. | |                 |                           |                         |
| 16 | «Зайняті неробством» «Busy Doing Nothing (яп. デッドカーム)»                                             | Кей Цунемацу    | Сеіко Такаґі              | 24 червня 2006          |
| Кролик потрапляє у зону штилю і зупиняється. Під час затишшя Ріл, захоплена повсякденною рутиною, намагається зберегти свій здоровий глузд. | |                 |                           |                         |
| 17 | «Терра інкогніта» «Terra Incognita (яп. 終わらない戦い)»                                                 | Акіра Тоба      | Юко Кавабе                | 1 липня 2006            |
| Керівництво міста Ромдо оголошує Рауля Кріда у розшук. Завдяки хитрій пастці Раулю вдається втілити в життя свій план і запустити балістичну ракету з ядерною боєголовкою по місту Моск. Тим часом Вінсент, Ріл та Піно знаходять наповнену отруйним газом печеру, в якій живуть люди-мутанти, що деградували до тваринного стану. Вони пристосувались до середовища печери і не можуть покинути її, бо звичайне повітря стало для них смертельним. | |                 |                           |                         |
| 18 | «Життя після бога» «Life After God (яп. 終着の調べ)»                                                     | Міцухіро Йонеда | Нарукі Наґакава           | 8 липня 2006            |
| Вінсент, Ріл та Піно прибувають до знищеного Моску. Використавши медальйон Вінсента, вони знаходять кімнату, стіни якої вкриті таємничими надписами. Вони розуміють, що відповіді на всі свої запитання вони зможуть знайти в Ромдо. | |                 |                           |                         |
| 19 | «Вічна Посмішка» «Eternal Smile (яп. 少女スマイル)»                                                      | Сайо Ямамото    | Дай Сато Юсуке Асаяма     | 15 липня 2006           |
| Піно опиняється у місті «Смайл-ленд», населеному АвтоРейвами. Очільник міста, чоловік на ім'я Уіл Б. Гуд, намагається витягти з Піно інформацію про слабкості та вразливості Вінсента. Коли йому це не вдається, він пояснює Піно, що він — Проксі Смайл-ленду. Він просить Піно не наближатись до міста, бо якщо це станеться, він буде вимушений битися з Вінсентом, і місто буде знищене. Насправді він комунікує з Піно уві сні. Коли Піно прокидається, Вінсент і Ріл бачать за горизонтом світло від міста. Піно переконує їх змінити курс Кролика і оминути місто, щоб врятувати його від руйнування. | |                 |                           |                         |
| 20 | «До побачення, Вінсент» «Goodbye Vincent (яп. 虚空の聖眼)»                                               | Тацуя Іґараші   | Юко Кавабе                | 22 липня 2006           |
| Ріл страждає від дисоціативного розладу ідентичності. Події епізоду відбуваються у свідомості Ріл, яка створює віртуальну особистість Вінсента. | |                 |                           |                         |
| 21 | «Планета шампуню» «Shampoo Planet (яп. 時果つる処)»                                                      | Кей Цунемацу    | Нарукі Наґакава           | 29 липня 2006           |
| В Ромдо спалахує епідемія вірусу «коґіто», і місто поринає у повний хаос. Рауль Крід очолює опір людей і закликає знищувати всіх АвтоРейвів. Дедал вирощує «ідеального» клона Ріл з клітин Проксі Монади. Проксі, який виглядає як Вінсент, нападає на керівників міста. Рауль стріляє в нього зі зброї, що здатна вбити Проксі. Щоб вижити, Проксі відриває свою руку, до якої потрапила куля. | |                 |                           |                         |
| 22 | «Білбул» «Bilbul (яп. 桎梏)»                                                                             | Акіра Тоба      | Юко Кавабе                | 5 серпня 2006           |
| Хаос продовжує поглинати місто Ромдо. Рауль Крід, охоплений жалем і відчаєм, намагається знайти Піно. Вінсент і Ріл зустрічаються з Першим Проксі. | |                 |                           |                         |
| 23 | «Deus Ex Machina» «Deus Ex Machina (яп. 代理人)»                                                         | Сюко Мурасе     | Дай Сато                  | 12 серпня 2006          |
| Перший Проксі розповідає Вінсенту, що сигнал пробудження спонукає Проксі до самознищення. Люди заклали цей механізм у Проксі на той випадок, якщо вони колись повернуться на Землю. До того ж, Проксі не можуть жити під чистим небом, бо ультрафіолетове випромінювання смертельне для них. Тому Перший Проксі створив Ерго Проксі: свою точну копію, але без цих вад; Вінсент не чує сигнал пробудження і невразливий до сонячного світла. Вінсент перемагає Першого Проксі у бою. Проксі Монада, яку оживив Дедал, летить до Сонця і згоряє в його променях. Ріл і Піно на Кролику рятуються з міста, яке швидко руйнується, та знаходять Вінсента. Кораблі справжніх людей входять у атмосферу Землі. Ерго Проксі говорить, що тепер починається справжня боротьба. | |                 |                           |                         |